# 李焱 (画家)
李焱（1972年3月25日—），中國大陸女画家，出生于广西桂林。她自幼受父亲影响，五岁开始接触绘画，十二岁时在中国大陸代表展览中亮相，被称为“漓江画童”。十二岁代表中国大陸出访澳大利亚，受霍克总理接见。她十五岁在斯坦福大学美术馆举办个人画展。她是现代旅日女画家之一，得到刘海粟、吴作人、黄胄、辻惟雄、和岛尾新等来自中国大陸和日本的艺术家指导。

## 教育背景
李焱从小开始就参与海内外艺术画展，十七岁时在中国大陸举办首届海峡两岸“李焱、韩言松”画展。1992年，李焱赴日本留学，先后在多摩美术大学本科和博士课程深造，2004年获得艺术博士学位，成为该校第一位艺术博士。她的作品融合了中国水墨画的神韵与西方油画的技巧，展现了东西方文化的深度融合。

## 艺术风格与成就
李焱的作品融合了中国水墨画的神韵与西方油画的技巧，她的创作理念是“偶发性与统御性的平衡”和“气韵生动”。李焱说：“面对一张画布就像面对无限的空间和宇宙。我的每一笔都存在着保留和放弃的选择、追求着随性和理性的平衡。”李焱以她的家乡主题创作了许多作品，并为之举办了诸多画展——在2008年，李焱在她的家乡桂林举办了《心系桂林—李焱东瀛作品展》。在2012年，她在珠海古元美术馆举办了《李焱版画作品展》。2014年，在中国国家博物馆举办“李焱绘画作品展”，该展览展出了李焱几个时期的50多幅主要作品，集中展现了她的心灵历程以及对艺术、人生和绘画技法的探索。同年，她在武汉成立了“李焱工作室”。

## 国际影响与贡献
李焱积极参与中日文化交流，曾多次在日本举办个人画展，如：
- 2021年11月，李焱在日本仙台市岛川美术馆 （页面存档备份，存于）的《传奇画家与海外艺术家》特别展中展示了李焱的43件作品，这也是在这次展览中唯一一位参展的中国大陸艺术家[5]。
- 2022年3月，李焱在日本宫城县南三陆观洋大酒店成立“李焱24小时美术馆”[6]，其中《色即是空》《空即是色》《见色明心》三张作品是李焱为支援当地受灾复兴而特别创作。
- 2023年5月，李焱受邀参加日本仙台市龟井美术馆举办的《花之绘》美术展[7]。
- 2023年12月，她在东京银座Shinwa Wise Holdings举办了个人画展，展出了78幅作品，其中30幅为当年新作，展现了她在艺术创作上的持续探索与创新[8][9]。
- 2024年1月，李焱以タマビ美术大学（Tama Art University）博士会会长身份在东京中国文化中心主办了《多摩美术大学大学院博士展》[10]。
- 2025年2月，李焱参与了她在竹泉庄酒店的艺术作品展，其中参展的主要作品为抽象派油画以及水墨画作品。此前，李焱曾经与已故日本建筑设计师桥本夕纪夫合作，一同参与了竹泉庄酒店的建筑与绘画设计工作[11]。
- 2025年4月，李焱在东京千代田区邮船大楼Shinwa Auction画廊举办以“和墨神韵”为主题的个人画展。展览共展出2024年创作的油画作品54幅，其中包括代表作《明心见性》[12]。出席此次画展的人士包括李焱在多摩美术大学期间的导师辻惟雄与岛尾新[3]、宫城县藏王町竹泉庄社长、香港名力集团理事查美莉女士、东京大学名誉教授河野元昭、和Shinwa Auction副会长马场元，栃木县真冈市议员日下田喜义发表祝酒词并为展览送上祝福[13][14]。
- 2025年6月30日至7月4日，多摩美术大学即将在日本东京的中国文化中心举行博士作品展，期间展出了李焱和其他5位多摩美术大学美术学博士的作品。他们分别为：有坂缘（Arisaka Yukari）[15]、朴香淑（韩国）、Yeonkyung Jeong、Pekki、岸加莲。作为多摩美术大学首期艺术学博士，李焱将展出她的代表画作《天地无极》。多摩美术大学博士会副会长有坂缘[15][16]致开幕辞。多摩美术大学博士会会长李焱致辞。日本美术史学者岛尾新、中国大使馆王宏昆 、南三陆观洋酒店女将阿部宪子在展览会开幕式上致辞。前日本首相鸠山由纪夫发来视频贺辞。赞助该活动的还有中国大使馆、港区教育委员会、中日文化展览协会、中日美术文化交流协会，和惠友JL株式会社。[17][18][19]

## 主要作品
李焱的代表作品包括《大道无形》、《和谐》、《祥和》等，这些作品展现了她本人对东西方艺术融合的理解。她的作品《天地合一》拍得170万人民币。她的作品《行舟·点破清光万里天》、《万物归一》等在2021年日本仙台市岛川美术馆的《传奇画家与海外艺术家》特展中展出。此外，她的作品《芳华》、《绚丽》、《拈花一笑》等也在2022年的《花与华之展》中展出。她的作品风格多样，比如抽象的表现：《大地之魂》系列；又如具象的描绘：《牡丹》系列。

## 荣誉与奖项
李焱的画作获得了国内外艺术奖项，且被中国国务院办公厅、古元美术馆、日本国会议事厅、岛川美术馆、Kamei Museum、美国前总统里根、丹麦女王玛格丽特二世等人士及组织收藏。2021年，她的43幅作品在岛川美术馆展出，爲该展览中唯一一位参展的中国艺术家。

## 人物评价
日本美术史家辻惟雄初次认识李焱是在她于多摩美术大学攻读博士学位期间，当时他是负责审阅她博士论文的老师之一。他在了解到李焱用不熟练的日语完成论文的难度后对她的论文印象深刻，至今仍保留着论文的复印件。辻惟雄认为：李焱的绘画融合了西方抽象表现主义、中国绘画传统、日本绘画装饰性以及陶艺设计中的“偶然性偏好”。辻惟雄表示他期待着李焱的画风未来的变化和发展，并希望亲自欣赏李焱12月在银座举办的个展。在2025年4月举办的“和墨神韵”画展上，辻惟雄亲自到场祝贺，连续观看展览三个小时后表示：“李焱的画作超越了文化与技法的界限，将东方哲思、个人感悟和深厚传统熔于一炉，展现出当代艺术的独特高度。”
对于她的博士毕业论文，日本美术史家岛尾新也提到：在日本大震灾中接纳了众多灾民的南三陆观洋酒店内，李焱的作品不仅悬挂在画廊和厅堂，还展示在用餐大厅，仿佛原本就属于那里，自然地吸引了宾客们的目光。岛尾新认为，李焱的作品中充满了色彩对比激烈的笔触，橙色和红色等暖色调传递出温暖的气息，反应其画作主题“气韵生动”。岛尾新希望大家能在李焱水墨与油彩交融的艺术世界中获得新的启示。在2025年4月举办的“和墨神韵”画展上，岛尾新亲临致辞并主持开幕式，并指出：“李焱始终坚守‘笔墨的力量’，并发展出可称之为‘油彩泼墨’的激烈表现手法，令人耳目一新……这一年间，她的艺术表达已经大幅深化。在作品《明心见性》中，那些原本描绘岩石轮廓的墨线、勾勒山水的墨点，已不再执着于自身身份，而是被纯化、转化为更本质的表现力，这或许可以说是，她在‘笔、墨、纸’之间培养出的感知，已深入至无意识层面，化为她创作的一部分。”
在2025年4月举办的“和墨神韵”画展上，美术史学者、前静嘉堂文库美术馆馆长、东京大学名誉教授河野元昭先生也对李焱的作品给予高度评价：“李焱的绘画是‘三重融合’的结晶：东西方的融合、具象与抽象的融合、传统与个人的融合。她的抽象并非西方绘画中的抽象，而是一种虽未明确描绘却能唤起具体现象和情感的表达方式，使观者在无形中感受到祖先、历史、怀旧的共鸣。这背后的力量，来源于她深厚的中国水墨传统与‘李焱’这个独立、鲜明的个体存在。”
在多摩美术大学博士作品展中，有坂縁这样评价李焱的作品：“李焱的作品让我感受到一种东西方哲学的融合……我在她的画中既能看到儒道文化中的‘空灵’与‘气韵’，也能感受到西方艺术中的结构、节奏和色彩张力。这是一种深层的整合与再创造……她的作品有一种强烈的存在感与穿透力，让人仿佛可以在一瞬间安静下来，与作品对话……李焱的作品色彩搭配非常有层次感，明与暗之间，冷与暖之间，构建出一个又一个充满空间感与精神性的世界，我仿佛在李焱的画作中，看见了无限延展的可能——那是一种既辽阔又亲切的感受……李焱对墨色的运用尤为引人注目……她将‘墨’作为一种思想的载体，一种精神的通道。她用墨色在画面中穿破时间与空间的界限，像是带着我们一起穿行在大千世界之中，探索着静谧背后的生命力。”
对于李焱在南三陆观洋大酒店成立的“李焱24小时美术馆”，酒店经理阿部宪子对她提供的画作表示感激，并称从李焱女士的作品中感受到了一种积极的力量和对美好的向往。她希望这些作品被更多的人看到，带给人们积极向上的动力。